# Vonon II. Partski
Vonon II. je bio vladarom Partskog Carstva. Vladao je jedno vrlo kratko razdoblje 51. godine. Za vrijeme vlasti njegova brata Gotarza II., bio je guvernerom Medije. Nakon što mu je brat umro, naslijedio je prijestolje. Ipak, umro je par mjeseca poslije. Naslijedio ga je njegov sin Vologaz I.

## Baština
Iako je vladao vrlo kratko, imao je petoricu sinova koji su bili na prijestoljima Partije i Armenije: Vologaz I., Pakor II., Hozroje I., Mitridat IV. i Tiridat I. Armenski.